# Turrell, Arkansas
Turrell là một thành phố thuộc quận Crittenden, tiểu bang Arkansas, Hoa Kỳ. Năm 2010, dân số của thành phố này là 615 người.

## Dân số
- Dân số năm 2000: 957 người.
- Dân số năm 2010: 615 người.